# Gheorghe Dolgu
Gheorghe Dolgu (* 2. April 1929 in Bukarest; † 22. September 2017 in Brașov) war ein rumänischer Politiker der Rumänischen Kommunistischen Partei PCR (Partidul Comunist Român), Wirtschaftswissenschaftler, Hochschullehrer und Diplomat, der unter anderem zwischen 1971 und 1980 Rektor der Wirtschaftsakademie Bukarest ASE (Academia de Studii Economice din București), von 1980 bis 1984 Vize-Außenminister sowie zwischen 1986 und 1989 Botschafter in der Schweiz und zugleich Ständiger Vertreter beim Büro der Vereinten Nationen (UNO) in Genf war. 2010 wurde er Ehrenmitglied der Rumänischen Akademie (Academia Română).

## Leben
Gheorghe Dolgu besuchte zwischen 1940 und 1948 die Militärschule (Liceul Militar) in Predeal und wurde 1947 Mitglied der Kommunistischen Jugendorganisation UTC (Uniunea Tineretului Comunist), deren Verantwortlicher er für politische Informationen in seiner Klasse war. Er war 1948 kurzzeitig ehrenamtlicher Brigadier auf der Baustelle Bumbești-Livezeni und absolvierte zwischen 1948 und 1953 ein Studium am Institut für Wirtschaftswissenschaften und Planung in Bukarest. Während des Studiums arbeitete er von 1950 bis Oktober 1953 als Redakteur sowie als Sekretär der nunmehrigen Kommunistischen Jugendorganisation UTM (Uniunea Tineretului Comunist) beim Verlag für Politische Literatur und als Assistent am Lehrstuhl für Politische Ökonomie der Universität Bukarest. Nachdem er einen Doktor der Wirtschaftswissenschaften erworben hatte, wurde er im Oktober 1953 erst Wissenschaftlicher Assistent und daraufhin im Dezember 1954 Lektor am Lehrstuhl für Politische Ökonomie an der Schule für Wirtschaftswissenschaften „Andrei Alexandrowitsch Schdanow“. Nach einem dreimonatigen Lehrgang für Dokumentation in Moskau 1957 war er von 1958 bis 1960 stellvertretender Inhaber eines Lehrstuhls an der Parteihochschule „Ștefan Gheorghiu“ und wurde im Juni 1960 Mitglied der damaligen Rumänischen Arbeiterpartei PMR (Partidul Muncitoresc Român).

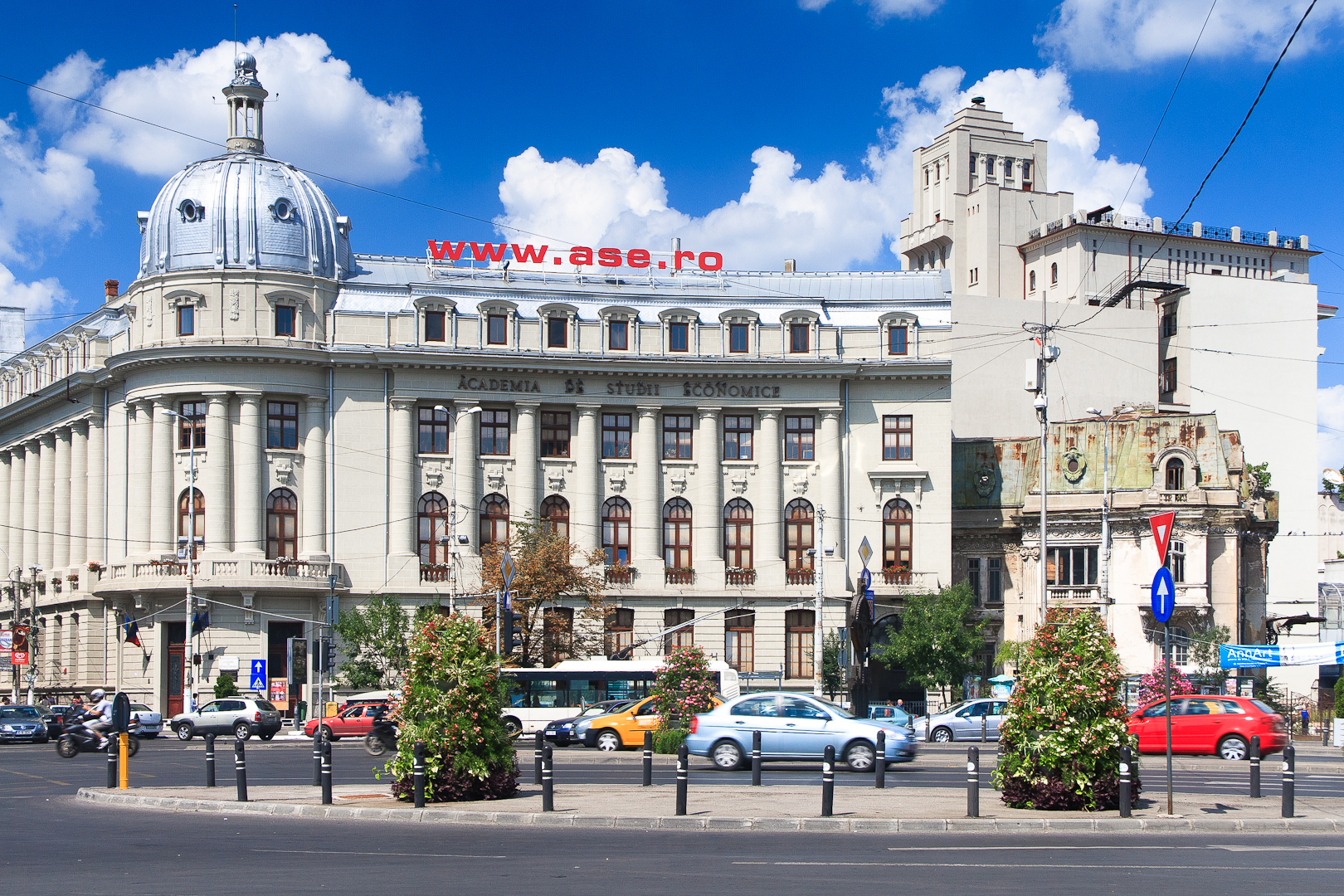
Dolgu war zwischen 1971 und 1980 Rektor der Wirtschaftsakademie Bukarest ASE (Academia de Studii Economice din București).

Dolgu war im Anschluss zwischen 1960 und 1963 Dozent an der Universität Bukarest sowie zeitgleich mit einer halben Stelle wissenschaftlicher Mitarbeiter am dortigen Institut für Wirtschaftsforschung. Daraufhin war er von 1963 bis März 1967 zunächst stellvertretender Chefredakteur sowie von 1967 bis 1971 Chefredakteur der Zeitschrift Viața Economică und unterrichtete zudem mit einer halben Stelle als Dozent an der Universität Bukarest. Im Oktober 1971 wurde er als Nachfolger von Marin Lupu Rektor der Wirtschaftsakademie Bukarest ASE (Academia de Studii Economice din București) mit dem Titel Universitätsprofessor und behielt diese Funktion bis 1980, woraufhin Ilie Văduva ihn ablöste. 1972 erhielt er für seine Verdienste den Orden der Arbeit Erster Klasse (Ordinul Muncii), den er zuvor schon Dritter Klasse erhalten hatte. Während seiner Tätigkeit als Rektor der ASE wurde die militärische Ausbildung von Studentinnen eingeführt und die spezialisierte Militärabteilung gegründet. 1974 erfolgte eine Umstrukturierung der Bildung an der ASE, die zusammen mit anderen Spezialisierungen zur Bildung der Fakultäten Wirtschaftskybernetik und Statistik, Handel, Industrie-, Bau- und Verkehrswirtschaft (aus der ehemaligen Fakultät für Industrieökonomie), Politische Ökonomie und Planung (aus der Fakultät für Politische Ökonomie), Finanzbuchhaltung (aus dem Zusammenschluss der Fakultäten für Finanz- und Rechnungswesen) führte. Die Fakultät für Außenhandel wiederum wurde aufgelöst und als Abteilung unter dem Namen Internationale Wirtschaftsbeziehungen in die Fakultät für Handel überführt Einige Betrügereien bei der Aufnahmeprüfung für das erste Jahr, die im Zeitraum 1972–1974 begangen wurden, wurden aufgedeckt. Das Ereignis ging unter dem Namen ASE-Erdbeben von 1974 (Cutremurul din 1974 de la ASE) in die Geschichte der Hochschule ein. 1975 kehrte die Spezialisierung auf Agrarökonomie vom Agronomischen Institut „Nicolae Bălcescu“ als Fakultät für Rechnungswesen und Agrarökonomie zurück. Darüber hinaus wurde das Doktorandensystem geschlossen und von den Parteiorganen sorgfältig kontrolliert. Es gab viele Jahre, in denen kein Zulassungswettbewerb organisiert wurde, während in den zugelassenen Jahrgängen die Stellungnahme der Partei zur Akte des Kandidaten eingeholt wurde. 1977 erfolgte eine umfassende Neuordnung der ASE: Die Fakultät für Planung und Wirtschaftskybernetik entstand aus den Fakultäten für Politische Ökonomie und Planung sowie Wirtschaftsrechnung und Wirtschaftskybernetik, während die Abteilung Internationale Wirtschaftsbeziehungen aufgelöst wurde. An der Handelsfakultät wurde die Spezialisierung „Ökonomie der öffentlichen Ernährung und des Tourismus“ eingerichtet.
Er wurde zugleich am 3. Juni 1974 Mitglied des Zentralen Rates für die Kontrolle der Arbeit der wirtschaftlichen und sozialen Aktivitäten. Er wurde auf dem Elften Parteitag der PCR (24. bis 27. November 1974) zum Kandidaten des Zentralkomitees (ZK) der PCR gewählt und hatte diese Funktion bis zum Zwölften Parteitag der PCR (19. bis 23. November 1979) inne.
Nach Beendigung seiner Tätigkeit als Rektor der Wirtschaftsakademie war Dolgu zwischen dem 9. Januar 1980 und dem 6. Juni 1984 Vize-Außenminister und damit Stellvertreter von Außenminister Ștefan Andrei. Am 26. August 1986 wurde er außerordentlicher und bevollmächtigter Botschafter in der Schweiz und war als solcher zugleich bis zur Revolution am 22. Dezember 1989 als Ständiger Vertreter beim Büro der Vereinten Nationen (UNO) in Genf im Range eines Botschafters akkreditiert.
2010 wurde er Ehrenmitglied der Rumänischen Akademie (Academia Română).

## Veröffentlichungen
- Economia și înarmările, Editura politică, Bukarest 1974
- Naționalizarea și progresul economico-social. Materialele sesiunii știinţifice cu participare internațională pe tema „Probleme ale făuririi și dezvoltării bazei economice a socialismului“, București 23–26 octombrie 1973, Mitautor Tudorel Postolache, Editura politică, Bukarest 1974
- Principia oeconomica fundamente noi și vechi ale analizei economice, Mitautor Anghel N. Rugină, Editura Academiei Române, Bukarest 1993, ISBN 973-27-0402-0